# Njurunda församling

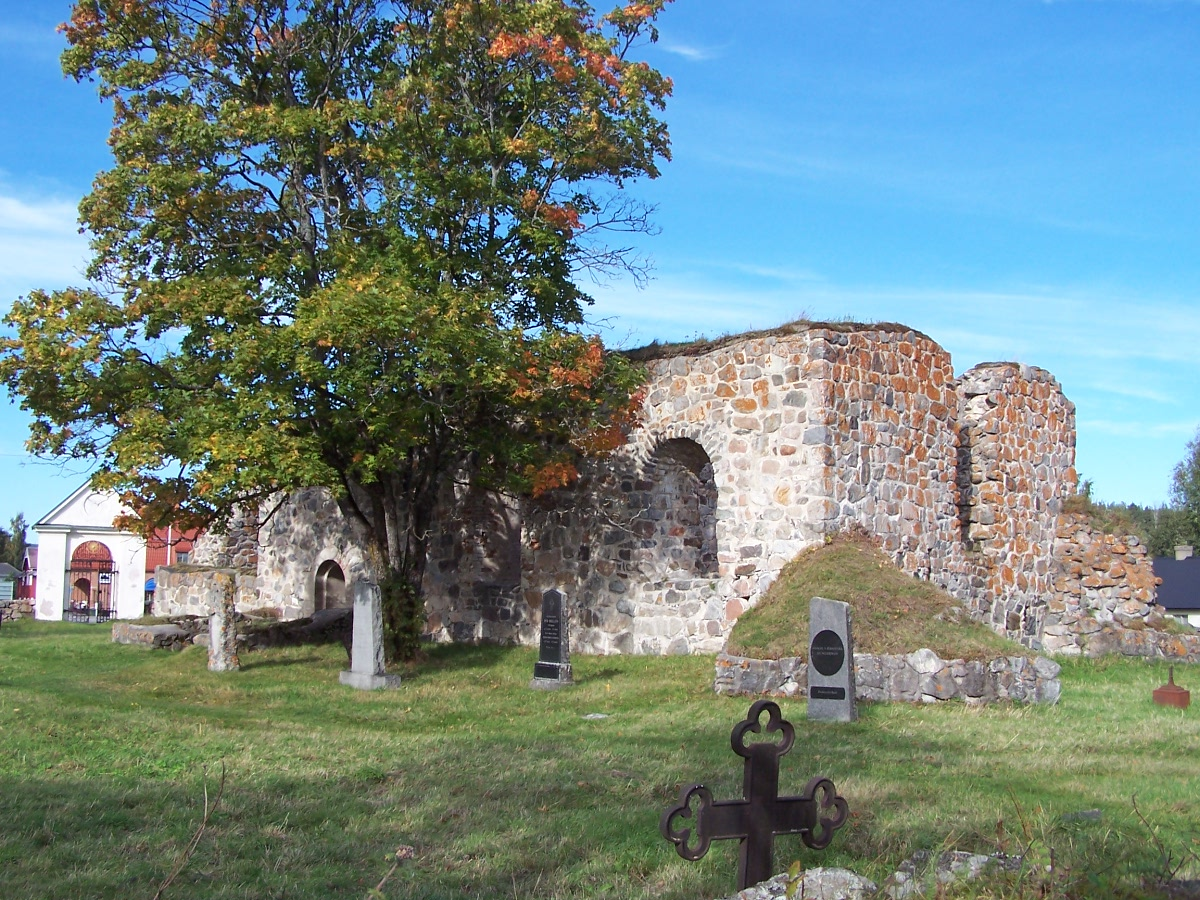
Njurunda kyrkoruin

Njurunda församling är en församling i Medelpads södra pastorat i Medelpads kontrakt i Härnösands stift. Församlingen ligger i Sundsvalls kommun i Västernorrlands län, Medelpad.

## Administrativ historik
Församlingen har medeltida ursprung.
Församlingen har utgjort och utgjorde till 2025 ett eget pastorat. 1680 utbröts Galtströms bruksförsamling som 1868 återgick i denna församling. 1854 utbröts Svartviks församling som 1906 återgick i denna församling. 1 januari 2025 blev församlingen en del av Medelpads södra pastorat.

## Organist
| Verksam   | Namn                     | Levnadstid | Övrigt                              |
| --------- | ------------------------ | ---------- | ----------------------------------- |
| 1626–1643 | Per Olsson               | 1585–1643  | Bonde, klockare och sockenskrivare. |
| 1643–1650 | Per Johansson            | 1616–1693  | Klockare                            |
| 1650–1690 | Mårten Jönsson Niurenius | 1633–1709  | Bonde och klockare.                 |
| 1690–1718 | Lars Persson             | 1658–1736  | Bonde och klockare.                 |
| 1718–1769 | Peder Larsson Åström     | 1691–1781  | Bonde och klockare.                 |
| 1769–1794 | Petrus Jonsson Åström    | 1751–1794  | Bonde och klockare.                 |
| 1794–1819 | Jonas Jurenius           | 1755–1819  | Torpare och klockare.               |
| 1819–1849 | Nils Nilsson             | 1774–1851  | Torpare och klockare.               |
| 1849–1871 | Jonas Sehlberg           | 1813–1873  | Klockare och skollärare.            |
| 1871–1887 | Olof Sundberg            | 1845–1887  | Folkskollärare och organist.        |
| 1888–1889 | Anders Hellbom           | 1823–1904  | Folkskollärare och kantor.          |
| 1889–1894 | Anders Johan Wistrand    | 1865–1964  | Lärare och musikdirektör.           |
| 1904–1934 | Sven Emil Löfgren        | 1878–1934  | Lärare och kantor.                  |
| 1934–1950 | Knut Björklund           | 1906–1983  | Lärare och musikdirektör.           |
| 1950–1956 | William Wiklund          | 1908–1997  | Kantor.                             |
| 1956–1964 | Eskil Burman             | 1928–2004  | Musikdirektör.                      |
| 1964–1978 | Märta Norén              | 1932–1990  | Musikdirektör.                      |
| 1978–1979 | Bo Lindqvist             | 1929–1994  | Kantor.                             |
| 1979–1988 | Karin Ågren              | 1931–2003  | Musikdirektör.                      |
| 1988–2001 | Hans Björklund           | 1936–      | Musikdirektör.                      |
| 2001–2003 | Benjamin Åberg           | 1978–      | Organist.                           |

## Kyrkor
- Njurunda kyrka
- Svartviks kyrka
- Galtströms kyrka
- Mjösunds gravkapell

## Kyrkopolitik
Den lokala nomineringsgruppen Kyrkvärnet i Njurunda församling (KV) styr sedan kyrkovalet 2021 Njurunda församling i samarbete med Borgerligt Alternativ (BorgA) och Miljöpartister i Svenska kyrkan (MPSK). Socialdemokraterna (S) sitter i opposition.
Ordförandeskapet i Kyrkorådet har sedan kyrkans separation från staten vid millennieskiftet växlat mellan de två stora nomineringsgrupperna, Socialdemokraterna (2002-2005, 2014-2021) och Kyrkvärnet (2006-2013, 2022-2025).
2009 ställde nomineringsgruppen Sverigedemokraterna upp för första gången i Njurunda församling men samlade endast 15 röster (1,27 %) och fick inget mandat i Njurunda kyrkofullmäktige.
2017 ställde två nya nomineringsgrupper (utöver Kyrkvärnet och Socialdemokraterna) upp i kyrkovalet; Miljöpartister i Svenska kyrkan och Borgerligt Alternativ. Borgerligt Alternativ företräddes av en ledande företrädare som under tidigare val kandiderat under Kyrkvärnets namn. MPSK skulle efter valet komma att samarbeta med Socialdemokraterna och bilda majoritet under mandatperioden 2017-2021.
I kyrkovalet 2021 sjönk valdeltagandet efter en kraftig uppgång i valet 2017, men valresultatet lämnade mandatförhållandena oförändrade i kyrkofullmäktige. Kyrkvärnet inledde dock förhandlingar med Borgerligt Alternativ och Miljöpartister i Svenska kyrkan, något som resulterade i att en ny majoritet kunde bildas.

### Politiska majoriteter i Njurunda församling
| 2002-2005 | S  |       |      |
| 2006-2009 | KV |       |      |
| 2010-2013 | KV |       |      |
| 2014-2017 | S  |       |      |
| 2018-2021 | S  | MPSK  |      |
| 2022-2025 | KV | BorgA | MPSK |

| Kyrkorådets ordförande 2001-2025 | Kyrkorådets ordförande 2001-2025 | Kyrkorådets ordförande 2001-2025 |
| -------------------------------- | -------------------------------- | -------------------------------- |
| Birgitt Wiklund Molberg          | S                                | 2002-2005                        |
| Pelle Svensson                   | KV                               | 2006-2009                        |
| Pelle Svensson                   | KV                               | 2010-2013                        |
| Anna-Karin Westberg              | S                                | 2014-2017                        |
| Kenneth Högström                 | S                                | 2018-2021                        |
| Hans Brynielsson                 | KV                               | 2022-2025                        |

| Kyrkofullmäktiges ordförande 2001-2025 | Kyrkofullmäktiges ordförande 2001-2025 | Kyrkofullmäktiges ordförande 2001-2025 |
| -------------------------------------- | -------------------------------------- | -------------------------------------- |
| Leif Wiklund                           | S                                      | 2002-2005                              |
| Märta Brita Forsberg Svensson          | KV                                     | 2006-2009                              |
| Märta Brita Forsberg Svensson          | KV                                     | 2010-2013                              |
| Camilla Ersson                         | S                                      | 2014-2017                              |
| Camilla Ersson                         | S                                      | 2018-2021                              |
| Hans Forsberg                          | KV                                     | 2022-2025                              |

### Mandatfördelning i Njurunda församling
Mandatfördelning i kyrkofullmäktige under mandatperioderna efter Svenska kyrkans separation från staten.
| Nomineringsgrupp                       | Mandat | Mandat | Mandat | Mandat | Mandat | Mandat |
| Nomineringsgrupp                       | 2001   | 2005   | 2009   | 2013   | 2017   | 2021   |
| -------------------------------------- | ------ | ------ | ------ | ------ | ------ | ------ |
| Kyrkvärnet i Njurunda församling (KV)  | 11     | 14     | 14     | 12     | 10     | 10     |
| Arbetarepartiet-Socialdemokraterna (S) | 14     | 11     | 11     | 13     | 12     | 12     |
| Borgerligt alternativ (BorgA)          | -      | -      | -      | -      | 2      | 2      |
| Miljöpartister i Svenska kyrkan (MPSK) | –      | -      | -      | -      | 1      | 1      |
| Summa                                  | 25     | 25     | 25     | 25     | 25     | 25     |

## Befolkningsutveckling
| Befolkningsutvecklingen i Njurunda församling 1810–1850                                                    | Befolkningsutvecklingen i Njurunda församling 1810–1850 | Befolkningsutvecklingen i Njurunda församling 1810–1850 | Befolkningsutvecklingen i Njurunda församling 1810–1850 | Befolkningsutvecklingen i Njurunda församling 1810–1850 |
| --- | ------------------------------------------------------- | ------------------------------------------------------- | ------------------------------------------------------- | ------------------------------------------------------- |
| |                                                         |                                                         |                                                         |                                                         |
| År |                                                         |                                                         | Folkmängd                                               |                                                         |
| 1810 | 1810                                                    |                                                         | 1 520                                                   |                                                         |
| 1820 | 1820                                                    |                                                         | 1 680                                                   |                                                         |
| 1830 | 1830                                                    |                                                         | 1 868                                                   |                                                         |
| 1840 | 1840                                                    |                                                         | 2 038                                                   |                                                         |
| 1850 | 1850                                                    |                                                         | 2 229                                                   |                                                         |
| Anm: Tabellen inkluderar ej Galtströms bruksförsamling. Källor: Umeå universitet - Tabellverket 1749-1859. |                                                         |                                                         |                                                         |                                                         |